# アウルス・ポストゥミウス・アルビヌス (紀元前99年の執政官)
アウルス・ポストゥミウス・アルビヌス（ラテン語: Aulus Postumius Albinus、 - 紀元前89年？）は紀元前2世紀後期から紀元前1世紀初期の共和政ローマの政治家・軍人。紀元前99年にコンスル（執政官）を務めた。

## 出自
アルビヌスはパトリキ（貴族）であるポストゥミウス氏族の出身である。ポストゥミウス氏族はローマで最も有力な氏族の一つで、共和政ローマ建国5年目の紀元前505年にはプブリウス・ポストゥミウス・トゥベルトゥスが氏族最初の執政官に就任しており、その後も多くの執政官を出してきた。
カピトリヌスのファスティの欠損により、アルビヌスの父および祖父のプラエノーメン（第一名、個人名）は不明である。しかし、歴史学者W. スミスは紀元前110年の執政官スプリウス・ポストゥミウス・アルビヌスの弟である前法務官アルビヌスの子供である可能性があると指摘している。前法務官アルビヌスはユグルタ戦争でのローマ軍の敗北に責任があり、その後ローマから追放された可能性がある。一方でF. ミュンツァーは、前法務官アルビヌスの甥であることを示唆している。さらには同一人物との説もあるが、これを支持するものは少ない。

## 経歴

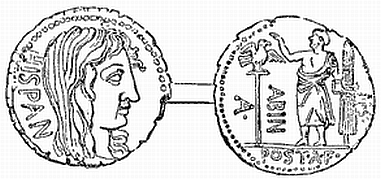
アウルス・ポスミウス・アルビヌスによって鋳造されたと思われる硬貨

執政官就任年とウィッリウス法の規定から逆算して、アルビヌスは遅くとも紀元前102年にはプラエトル（法務官）を務めたはずである。実際にアルビヌスが歴史に登場するのは紀元前100年末の執政官選挙の年である。アルビヌスは立候補した4人の候補者の一人であり、他の候補者はマルクス・アントニウス・オラトル、ガイウス・セルウィリウス・グラウキア、ガイウス・メンミウスであった。オラトルの当選は早々と決まったが、残り一つの席を三人が争うこととなった。しかしグラウキアはその年の法務官であったために投票前日に資格なしとされ（ウィッリウス法では高位官職就任には3年の間隔が求められていたが、マリウスが連続して執政官を務めるなど例外はあった）、また投票日の朝にメンミウスが殺害された。元老院は、殺人にはグラウキアが関与していると非難し、グラウキアの政治的同盟者である護民官ルキウス・アップレイウス・サトゥルニヌスの排斥に利用しようとした。結果として、アルビヌスは執政官に選ばれることになる。実際にはメンミウスの殺害者の背後にいたのアルビヌスであるという意見がある。アルビヌスとメンミウスは選挙ではライバル関係にあり、またユグルタ戦争時には、親戚であるスプリウス・ポストゥミウス・アルビヌスを告訴したという過去があった。
アウルス・ゲッリウスは、この年に悪い予兆が見られたとする（ヌマ宮殿の神聖な品々が保管されているサクラリアで、マールスの槍が動き始めた）。このため、両執政官は神々への追加の生け贄の差し出す法令を採択した。紀元前99年の他の出来事としては、サトゥルニヌスに反対してローマから追放されていたクィントゥス・カエキリウス・メテッルス・ヌミディクスの帰還を何人かの元老院議員が求めたことがある。この件に関するアルビヌスの関与は不明であり、また生け贄以外のアルビヌスの業績の記録も残っていない。
紀元前89年にアウルス・ポストミウス・アルビヌスという人物の記録が現れる。当時は同盟市戦争の最中であり、ポンペイ包囲戦にレガトゥス（副司令官）として参加したが、「大逆罪の容疑」や「耐え難い傲慢さ」のために、兵士たちに撲殺された。アルビヌスの軍隊はルキウス・コルネリウス・スッラ指揮下に置かれたことが知られているが、スッラは殺害の責任者を処罰しなかった：「このような重大な違反を処罰しなかっただけでなく、むしろそれを誇りに思っていたが、彼兵士たちはその罪を勇気をもって贖うために、さらに好戦的になる」と考えたためだ。プルタルコスはこのアルビヌスを前法務官としており、オロシウスは元執政官と記している。ミュンツァーは、もしオロシウスが正しければ、この人物は紀元前99年の執政官と同一人物であると結論している。ブロートンもまた、この説に賛成している。

## 参考資料

### 古代の資料
- アッピアノス『ローマ史』
- アウルス・ゲッリウス『アッティカ夜話』
- ティトゥス・リウィウス『ローマ建国史』
- オロシウス『異教徒に反論する歴史』
- プルタルコス『対比列伝』

### 研究書
- Korolenkov A., Katz V. The murder of Guy Memmius // Studia historica. - 2006. - No. 6 . - S. 120-127 .
- Korolenkov A., Smykov E. Sulla. - M .: Molodaya gvardiya, 2007 .-- 430 p. - ISBN 978-5-235-02967-5 .
- Broughton R. Magistrates of the Roman Republic. - N. Y. , 1951. - Vol. I. - P. 600.
- Broughton R. Magistrates of the Roman Republic. - N. Y. , 1952. - Vol. II. - P. 558.
- Münzer F. Postumius 32 // Paulys Realencyclopädie der classischen Altertumswissenschaft . - 1953. - Bd. XXII, 1. - Kol. 908-909.
- Münzer F. Postumius 33 // Paulys Realencyclopädie der classischen Altertumswissenschaft . - 1953. - Bd. XXII, 1. - Kol. 909.
- Münzer F. Postumius 34 // Paulys Realencyclopädie der classischen Altertumswissenschaft . - 1953. - Bd. XXII, 1. - Kol. 909-910.
- Münzer F. Postumius 35, 36 // Paulys Realencyclopädie der classischen Altertumswissenschaft . - 1953. - Bd. XXII, 1. - Kol. 910-911.